# Valérie Tétreault
Valérie Tétreault (* 21. Januar 1988 in Saint-Jean-sur-Richelieu, Québec) ist eine ehemalige kanadische Tennisspielerin.

## Karriere
Valérie Tétreault, die Hartplätze bevorzugte, begann im Alter von acht Jahren mit dem Tennissport.
Sie gewann im Laufe ihrer Karriere drei Einzeltitel bei ITF-Turnieren.
Für die kanadische Fed-Cup-Mannschaft war sie ein einziges Mal im Einsatz. Im April 2010 trug sie mit zwei Einzelerfolgen zum glatten 5:0-Sieg über Argentinien bei.
Am 9. Dezember 2010 erklärte sie mit sofortiger Wirkung ihren Rücktritt vom Profitennis.

## Turniersiege

### Einzel
| Nr. | Datum         | Turnier   | Kategorie   | Belag     | Finalgegnerin       | Ergebnis        |
| --- | ------------- | --------- | ----------- | --------- | ------------------- | --------------- |
| 1.  | 31. Mai 2009  | Carson    | ITF $50.000 | Hartplatz | Alexandra Stevenson | 4:6, 6:2, 6:4   |
| 2.  | 14. Juni 2009 | El Paso   | ITF $25.000 | Hartplatz | Mashona Washington  | 6:4, 6:3        |
| 3.  | 12. Juli 2009 | Grapevine | ITF $50.000 | Hartplatz | Stéphanie Dubois    | 2:6, 7:64, 7:61 |